# D.C.キャブ
『D.C.キャブ』（ディー・シー・キャブ、原題：D.C. Cab）は、1983年制作のアメリカ合衆国のコメディ映画。ジョエル・シュマッカー監督・脚本。

## あらすじ
アルバートは父の戦友が社長を務めるワシントンD.C.のタクシー会社「D.C.キャブ」に入社する。だが、会社の経営はライバル社とあらゆる面で差を付けられ、不振を極めていた。
やがて一人前のタクシー運転手となったアルバートの目の前である日、某国大使の子供2人が誘拐され、彼も連れ去られてしまう。仲間の運転手たちは3人を救うため、独自に調査を始める。

## キャスト
※括弧内は日本語吹替
- ハロルド：マックス・ゲイル（沢木郁也）
- アルバート：アダム・ボールドウィン（関俊彦）
- サムソン：ミスター・T（島香裕）
- タイロン：チャーリー・バーネット（吉村よう）
- デル：ゲイリー・ビジー（藤田昇）
- ミス・フロイド：グロリア・ギフォード
- オフィーリア：マーシャ・ウォーフィールド
- ババ：ビル・マー
- ザヴィアー：ポール・ロドリゲス
- ミスター・リズム：ホイットマン・メイヨー（加藤正之）
- バディ：ピーター・バーバリアン
- バジー：デヴィッド・バーバリアン
- 本人：アイリーン・キャラ
- マーナ：アン・デ・サルヴォ（一城みゆ希）
- ジョン・ディール
- ホセ・ペレス
- ジル・シュエレン
- ティモシー・ケリー
- 警官：ロン・カナダ